# Pooh Shiesty
Pooh Shiesty, de son vrai nom Lontrell Donell Williams, Jr., né le 8 novembre 1999 à Memphis dans l'État du Tennessee, est un rappeur américain.

## Biographie

### Jeunesse
Lontrell Donell Williams, Jr. grandit à Memphis, dans la portion sud de la ville. Son père est un rappeur local répondant sous le pseudonyme de Mob Boss. À l'âge de 11 ans, il se fait exclure de son école après avoir, supposément (Williams le niant), amené une arme à feu dans l'établissement.

### Carrière
Pooh Shiesty commence sa carrière au sein du collectif Choppa Gang, avec BIG30 (en), Choppa T et K Shiesty. En 2018, les quatre compères sortent le titre Breaking News, qui devient une sensation locale.
En 2020, il signe sur le label 1017 Global Music (en) du rappeur Gucci Mane, affilié à Atlantic Records. Plus tard dans l'année, Pooh Shiesty sort le titre Back In Blood, en collaboration avec le rappeur Lil Durk. Le titre rencontre un grand succès, culminant à la 13e place du Billboard Hot 100, accumulant plus de 280 millions de vues en 2 ans sur YouTube, projetant le rappeur de Memphis sur les devant de la scène rap. Back In Blood est certifié single de platine en mars 2021, et est aujourd'hui quintuple single de platine.
Le 5 février 2021, Pooh Shiesty délivre Shiesty Season, sa première mixtape. Le projet atteint la 3e place du Billboard 200, et figure à la 37e place du Top 50 des meilleurs projets musicaux de 2021 établi par le magazine Rolling Stone,.
En juin 2021, le rappeur est nommé dans la XXL Freshman Class 2021.
Fin 2021, il est nommé aux BET Hip Hop Awards dans la catégorie « Meilleur nouvel artiste », et Back In Blood est nommée dans les catégories « Chanson de l'année » et « Meilleure collaboration ».
En avril 2022 paraît Shiesty Season: Certified, réédition de son premier projet, alors que le rappeur est incarcéré.

## Démêlés judiciaires
Le 13 octobre 2020, Lontrell Donell Williams, Jr. est arrêté en connexion avec une fusillade ayant fait deux blessés à Bay Harbor Islands, en Floride. Le rapport de police dit que le rappeur a fui les lieux du crime à bord d'une McLaren et y a oublié un sac Louis Vuitton rempli d'argent. Les détectives ont investigués son compte Instagram et trouvés des photos de Williams posant avec la voiture, avec le sac, et avec un billet de 100 dollars dont le numéro de série était identique à l'un des billets contenus dans le sac. Il fut libéré sous une caution fixée à 30 000 dollars.
Il est de nouveau appréhendé par la police le 9 juin 2021 pour avoir tiré dans la jambe d'un agent de sécurité lors d'un showcase dans un club de strip-tease de Miami le 30 mai, et est détenu sans caution malgré la rétractation de la victime.
En janvier 2022, Williams plaide coupable pour des faits de conspiration fédérale, échappant ainsi à une possible condamnation à perpétuité,,.
Le 20 avril 2022, Williams est condamné à 63 mois de prison,.

## Vie privée
Le 28 février 2021, son frère Tarrance Henderson, rappeur sous le nom de TeeDa P, décède.
Son cousin, le rappeur Big Scarr, décède le 22 décembre 2022.

## Discographie
- 2021 : Shiesty Season